# Lex imperfecta
Lex imperfecta (latin för ofullständig lag) är en juridisk term för en lagregel, som när den överträds, inte leder till ogiltighet eller sanktion. Det är med andra ord en lag som inte kan genomdrivas med rättsliga medel.